# Objetivo Petzval

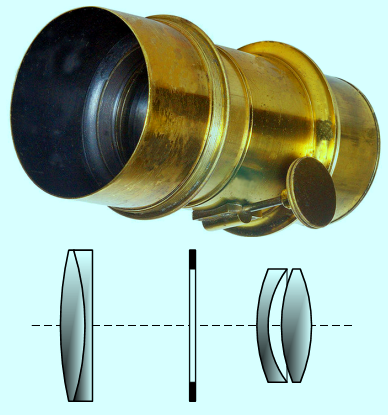
Objetivo Petzval para retrato.

El objetivo o lente Petzval fue fabricado originalmente por József Miksa Petzval en 1839 y que fue restaurado y adaptado a cámaras digitales Canon y Nikon por Lomography el año 2013. El objetivo original tiene como característica principal ser de los primeros objetivos fotográificos en ser calculados matemáticamente y no “al ojo” como se pulían en esos años. Otra característica importante es que es un objetivo muy luminoso, pero con poca profundidad de campo y residuos de distorsión. 

## Historia
El 9 de enero de 1839, la Academia Francesa de Ciencia anunciaba el nacimiento del proceso de daguerrotipo, creado por el artista y físico francés Louis Daguerre. Sin embargo, el daguerrotipo (que involucra una cámara obscura y una superficie de plata pulida) era muy problemático, especialmente para retratos. Esto era debido a que las fotos de retrato realizadas tardaban alrededor de 10 a 30 minutos. Posteriormente al nacimiento del daguerrotipo el reto era solucionar los inconvenientes de éste, que en síntesis eran la rapidez de una toma fotográfica y la nitidez de ésta. Intentando resolver estos inconvenientes el óptico francés y fabricante de microscopios Charles Chevalier, inventó un objetivo óptico (conjunto de lentes) para "Le Daguerreotype", la primera cámara fotográfica de Louis Daguerre.   
Sin embargo, aparte de las aberraciones esféricas, su apertura funcional de f/15 todavía no era lo suficientemente rápida, sobre todo porque el material fotográfico original era de baja sensibilidad. En 1840, Chevalier nuevamente intentó resolver los problemas del daguerrotipo diseñando otro objetivo, que él llamó "Photographe à Verres Combinés", que era una combinación de dos lentes acromáticos cimentados. Aunque se las arregló para llevar la apertura a un f/5.6 para el retrato, el objetivo carecía de nitidez en general, por lo tanto no tuvo mucho éxito con sus modificaciones. 
Esta modificación fue la que dio el pie inicial a Joseph Petzval para la invención del obejtivo fotográfico que lleva su nombre. Petzval aceptó el reto después de discutir con Andreas von Ettingshausen acerca de los descubrimientos en el campo de la óptica y estaba decidido a mejorar estos defectos en el modelo del objetivo fotográfico de Chevalier. Después de alrededor de medio año de intensas investigaciones y experimentos, Petzval había encontrado una solución. Su diseño era un objetivo acromático doble que tenía cuatro elementos en tres grupos. Tenía una leve distorsión, una longitud focal de 160 mm y una apertura de f/3.6, y además era más rápido que el modelo de Photographe à Verres Combinés de 1840.

## Cualidades
El objetivo Petzval original es un objetivo doble acromático que tiene cuatro lentes dividido en tres grupos, casi no tiene distorsión y era alrededor de veinte veces más rápido que el de Chevalier. Su distancia focal era de 160 mm y una  apertura de f/3.6, un stop y medio más rápido que el Photographe a Verre Combine.  
La velocidad y gran apertura de este objetivo, se consideraron una revolución fotográfica para la época, sobre todo en el campo de los retratos, ya que el tiempo destinado para éstos, en años anteriores, podía llegar hasta 30 minutos de exposición. Con el objetivo Petzval se redujo el tiempo de exposición considerablemente, siendo éste de 2 a 3 minutos aproximadamente por retrato. En las fotos realizadas con este objetivo se distingue un centro muy nítido rodeado de un viñeteado y una curvatura de campo importante, además de un desenfoque y bokeh exagerados a los elementos que no están en el centro de la foto; lo que podría haberse considerado como un defecto, terminó siendo un atractivo para retratos ya que guiaba la atención al centro de la fotografía.

## Restauración
Mediante una campaña iniciada por la tienda Lomography asociada a Kickstarter, buscaron recaudar fondos para poder restaurar el objetivo Petzval y además adaptarlo a las monturas de las cámaras digitales actuales. Para ello se necesitaron recaudar 100 000 dólares aproximadamente. En aquella recaudación podían aportar personas de todo el mundo y podían aportar dinero en un rango de 1 dólar como mínimo y 2500 dólares como máximo. El atractivo del aporte era que al llegar a la meta de recaudación se daba el pie inicial para desarrollar el proyecto, además de  recompensas para aquellas personas que aportaron dinero al proyecto y que encargaron el objetivo. Las recompensas dependían de la cantidad de dinero aportado, y podían ser cámaras fotográficas de Lomography y un descuento importante en el precio final del objetivo.
Finalmente el objetivo fotográfico empezó a comercializarse a principios del 2014 con algunos cambios importantes con respecto al objetivo original, ya que éste posee una distancia focal de 85 mm, comparado con el original que poseía una de 160 mm. Además posee una apertura de diafragma de f/2.2 y no de f/3.6 como el original, lo cual lo hace un objetivo bastante más luminoso y que permite un mayor desenfoque. Además incluye un accesorio que tiene como cualidad cambiar la forma del bokeh de una forma circular a formas como estrellas, hojas, etc. Todo esto adaptado a monturas tipo bayoneta Canon EF o Nikon F para cámaras tanto digitales como analógicas.  
Las críticas de los compradores del objetivo fueron mayoritariamente positivas, argumentando que era una innovación para la fotografía actual tener un objetivo restaurado con cualidades que lo hacían único, que además resultaba entretenido usarlo en los retratos, pero que a su vez resultaba ser un objetivo demasiado caro para no siendo un objetivo de gama alta. Además argumentaban que había que ser bastante preciso al ubicar los elementos a enfocar, ya que si no se ubicaban en cierto punto, el efecto principal del objetivo no se daba de la mejor manera. Otro punto negativo era la diferencia de tal efecto característico del objetivo Petzval en cámaras digitales con sensor recortado, en comparación con el sensor de 35 mm (full-frame): la diferencia radica en que el efecto se ve disminuido en las cámaras que poseen sensor con factor de recorte, con respecto a las cámaras con sensor full frame, lógicamente porque el recorte en un sensor implica menos cobertura de la imagen que la que el objetivo permite según sea su distancia focal.